# Argyroxiphium sandwicense subsp. sandwicense
Sous-espèce
Classification APG III (2009)
Statut de conservation UICN

 CR D : 
En danger critique
Argyroxiphium sandwicense subsp. sandwicense est une sous-espèce de plantes à fleurs de la famille des Asteraceae. C'est une sous-espèce de Argyroxiphium sandwicense. Elle est endémique des îles Hawaï.

## Statut de conservation
Alors que l'UICN enregistre l'espèce comme vulnérable, l'organisme considère la sous-espèce Argyroxiphium sandwicense subsp. sandwicense  en danger critique d'extinction.